# Une seconde mère
Pour plus de détails, voir Fiche technique et Distribution.
Une seconde mère (Que Horas Ela Volta?) est un film brésilien réalisé par Anna Muylaert, sorti en 2015. Le film a été présenté au Festival du film de Sundance 2015 et à la Berlinale 2015.
En novembre 2015, le film est inclus dans la liste établie par l'Association brésilienne des critiques de cinéma (Abraccine) des 100 meilleurs films brésiliens de tous les temps. Le film est sélectionné comme soumission officielle par le Brésil pour l'Oscar du meilleur film en langue étrangère lors de la 88e cérémonie des Oscars qui a eu lieu en 2016.

## Synopsis
Val, une quinquagénaire, travaille depuis dix ans comme domestique chez une famille bourgeoise de Sao Paulo. Elle élève Fabinho, le fils de la famille, comme son propre fils. Mais, paradoxalement, elle délaisse sa fille Jessica, restée dans le Nordeste, la région d'origine de Val. Jessica, plutôt bonne élève, s'apprête à entrer à l'Université et vient habiter quelque temps avec sa mère. Val, toujours dévouée à son travail, paraît sévère et servile à sa fille. En raison des années de séparation, un froid s'installe entre les deux femmes. Mais Jessica cache un lourd secret qui pourrait changer sa relation avec sa mère.

## Fiche technique
- Titre original : Que Horas Ela Volta?
- Titre anglais : The Second Mother
- Titre français : Une seconde mère
- Réalisation : Anna Muylaert
- Scénario : Anna Muylaert
- Photographie : Bárbara Álvarez
- Pays d'origine : Brésil
- Format : Couleurs - 2,35:1
- Genre : drame
- Durée : 114 minutes
- Dates de sortie :
  - Festival du film de Sundance 2015 : 25 janvier 2015
  -  France : 24 juin 2015
  -  Brésil : 27 août 2015

## Distribution
- Regina Casé : Val
- Camila Márdila : Jéssica
- Michel Joelsas : Fabinho
- Lourenço Mutarelli : Carlos
- Karine Teles : Bárbara
- Helena Albergaria : Edna

## Revue de presse
- Olivier Pélisson, " Une seconde mère ", Bande à Part, 17 juin 2015